# Virth Balázs
Virth Balázs (Kaposvár, 1978. június 16. –) magyar úszóedző, mesteredző.

## Élete
Pályafutását 1998 ban a Sport Plusz Mahart SE ben kezdte, 2001-től a Jövő SC ben folytatta, 2012-től az UTE edzője. Széles Sándor és Kovácshegyi Ferenc mesteredzőkkel Gyurta Dániel felkészítésében tizenhét évig vett részt. Ebben az időszakban versenyzőjük olimpiai bajnoki címet és ezüstérmet, három világbajnoki címet és két Európa-bajnoki címet szerzett. Több versenyzője ért el kiemelkedő nemzetközi sikereket, bajnoki és dobogós helyezéseket az ifjúsági Európa-bajnokságokon, felnőtt Európa-bajnokságon és rövidpályás világbajnokságon.
2012-ben az olimpiai bajnok Risztov Éva felkészítésében is részt vett. 2013-tól Gyurta Dániel felkészítését irányította, majd 2016-tól Kapás Boglárka felkészítését irányította akivel olimpiai bronzérmet, világbajnoki címet és nyolc Euròpa-bajnoki címet nyertek.
2021 szeptemberétől átvette Milák Kristóf edzéseinek az irányítását. Közös munkájuk egy olimpiai arany és ezüstérmet, két világbajnoki arany és öt Euròpa-bajnoki címet és egy világcsúcsot hozott. Csapatában Márton Richárd Euròpa-bajnoki címeket és érmes helyezéseket ért el, Zombori Gábor pedig Európa-bajnoki bronzérmes.
2018-ban FINA Golden Coach Clinic rendezvényén előadást tartott a nemzetközi úszó szövetség felkérésére. 2019-ben a London Roar, 2020-ban a New York Breakers edzői stábjának volt tagja az ISL úszó ligában (International Swimming League.
2023-tól a Kaposvári Sportiskola szakmai tanácsadója.

## Díjai, elismerései
- MOB fair play díj (2010)
- az év utánpótlás edzője a Magyar Úszó Szövetségnél (2011)
- az év utánpótlás edzője a Heraklész programban (2011)
- mesteredző (2013)
- Miniszteri Elismerő Oklevél (EMMI) (2016)
- Magyar Arany Érdemkereszt polgári tagozat (2017)
- Highlights of Hungary 2020. (VI.hely)